# یحیی عمر
یحیی عمر (عربی: يحيى خالد محمود فتحي عمر؛ زادهٔ ۹ سپتامبر ۱۹۹۷) بازیکن هندبال اهل مصر است.